# Navalperal de Pinares (kommunhuvudort)
Navalperal de Pinares är en kommunhuvudort i Spanien.   Den ligger i provinsen Provincia de Ávila och regionen Kastilien och Leon, i den centrala delen av landet, 60 km väster om huvudstaden Madrid. Navalperal de Pinares ligger 1 273 meter över havet och antalet invånare är 1 174.
Terrängen runt Navalperal de Pinares är kuperad, och sluttar söderut. Runt Navalperal de Pinares är det ganska glesbefolkat, med 38 invånare per kvadratkilometer. Närmaste större samhälle är Las Navas del Marqués, 6,6 km öster om Navalperal de Pinares. 